# Jaume Huguet

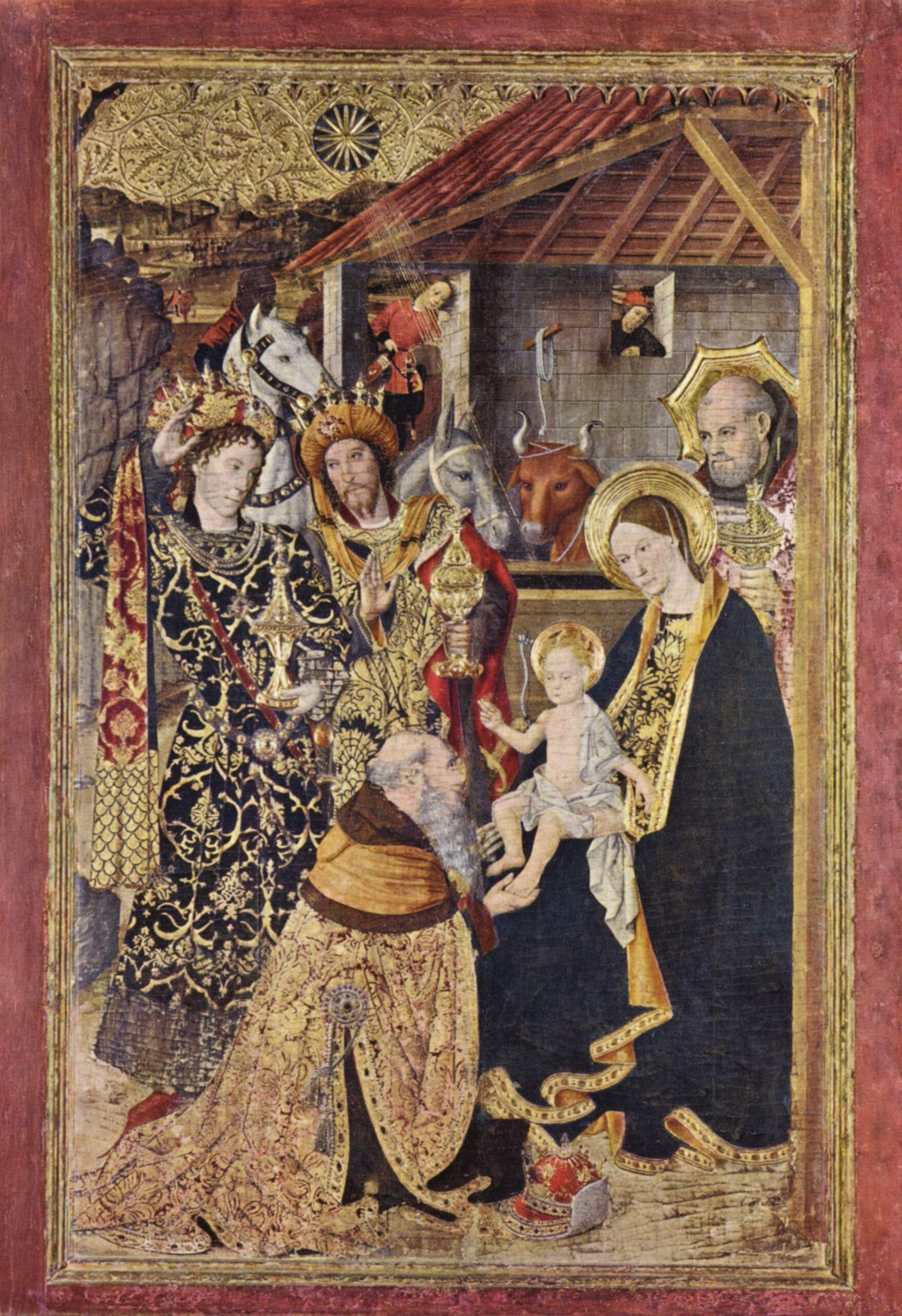
Jaume Huguet: Anbetung der Könige, um 1464

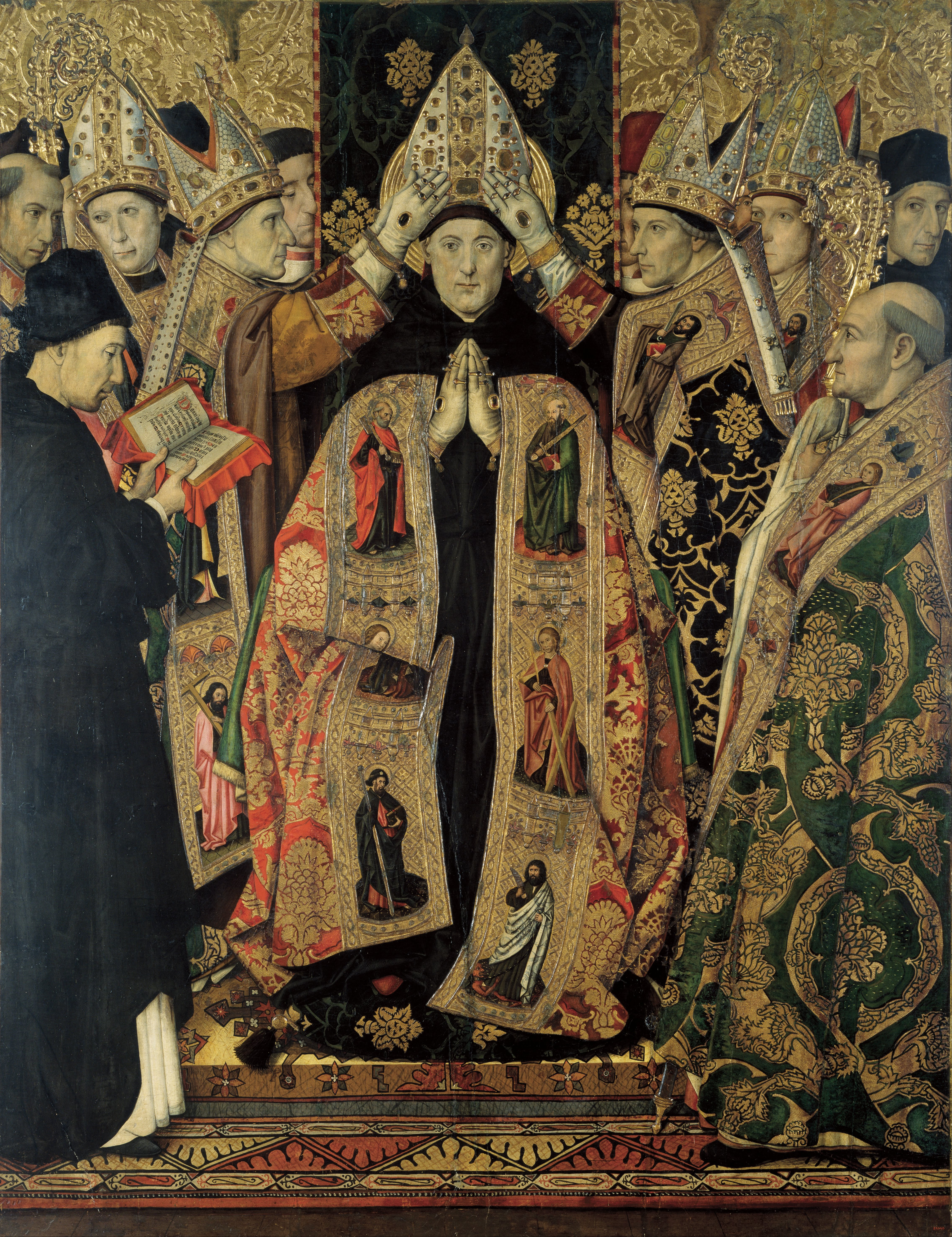
Jaume Huguet: Weihe des hl. Augustinus, zwischen 1463 und 1475. MNAC in Barcelona

Jaume Huguet (* um 1414 in Valls; † 1492 in Barcelona) war ein katalanischer Maler der Gotik. Er war im späten 15. Jahrhundert der bedeutendste Vertreter der katalanischen Malschule, deren Führung er von Bernat Martorell übernahm.
Nach dem Tod seines Vaters zog Jaume Huguet nach Tarragona zu seinem Onkel Pere Huguet, einem Maler. Mit ihm, seinem Lehrer, zog er 1434 nach Barcelona, wo er mit den neuen Stilrichtungen seiner Zeit in Berührung kam: flämische, spanische und italienische Einflüsse, insbesondere den in Barcelona wirkenden Bernat Martorell, dessen Temperatechnik er weiterentwickelte. In Barcelona malte er einige Altarbilder und Fresken, die gekennzeichnet sind von aufwendigem reliefartigem Goldhintergrund und individuell gezeichneten Personen.
Huguet ist ab 1448 in Barcelona nachweisbar (Auftrag für einen Jakobsaltar in Arceba) und zuletzt ist er 1486 mit einem Werk nachgewiesen. Vorher war er aktiv in Tarragona und Saragossa in Aragonien. Er beeinflusste die Malerei in Spanien über Katalonien hinaus auch in Aragonien. Huguet hatte eine große Werkstatt, in der auch sein Bruder Antonio und Mitglieder der Malerfamilie Vergós wirkten. Seine zahlreichen Aufträge hatten allerdings auch Einfluss auf die Qualität in seinem Spätwerk. Das und die übertriebene Verwendung des durchaus dem Geschmack seiner Zeit entsprechenden Goldgrunds führten unter seinen Nachfolgern (Mitgliedern der Familie Vergós) zum Niedergang der katalanischen Malschule.
Ein hervorragendes Beispiel für die Qualität seiner Malerei ist der Dreikönigsaltar des Condestable Don Pedro de Portugal von 1464/1465 (Kapelle des Palacio Real Mayor in Barcelona). Im Zentrum steht die Anbetung der Heiligen Drei Könige – deutlich beeinflusst von Rogier van der Weyden. Interessant ist die faszinierend naturalistische Darstellungsweise der königlichen Gaben wie auch des Hintergrundes. Stall und Landschaft sind ebenso detailverliebt ausgestaltet, während der Himmel wieder vom traditionellen Goldgrund eingenommen wird.

## Werke
Eine Auswahl seiner bedeutendsten Werke befindet sich im Museu Nacional d’Art de Catalunya in Barcelona. Neben den erwähnten Werken unter anderem:
- Madonna ‚Mare de Déu de Vallmoll‘ mit Heiligen (um 1450)
- Michaelsretabel (um 1455/60) für die Kirche Santa Maria del Pi
- Vinzenzaltar (Ende 1450er Jahre) für die Kirche St. Vinzenz in Sarrià, Barcelona
- Der Heilige Georg befreit die Prinzessin (1459–1460), Mitteltafel des Georgaltars. Zwei weitere Tafeln waren im Kaiser-Friedrich-Museum in Berlin und sind verschollen (Stifter mit Heiligem Johannes d. T., Stifter mit dem Heiligen Ludwig von Toulouse)
- Augustinusaltar (vollendet 1486) für das Kloster S. Agustin el Viejo in Barcelona

Weitere Werke:
- Antoniusaltar (1454–1458), er war in der Kirche San Antonio in Barcelona und fiel 1909 einem Brand zum Opfer.
- Altarretabel (1455) für das Kloster von Ripoll
- Altar der Heiligen Abdon und Sennen (1458–1460), in der Kirche Santa María in Tarrasa (ursprünglich für S. Pedro).
- Bernhardinsaltar (1468), Museum der Kathedrale von Barcelona, für die Glaserzunft gemalt
- Geißelung Christi (um 1455) für die Kathedrale von Barcelona, heute im Louvre
- Beweinung Christi (um 1460), heute im Louvre

## Galerie

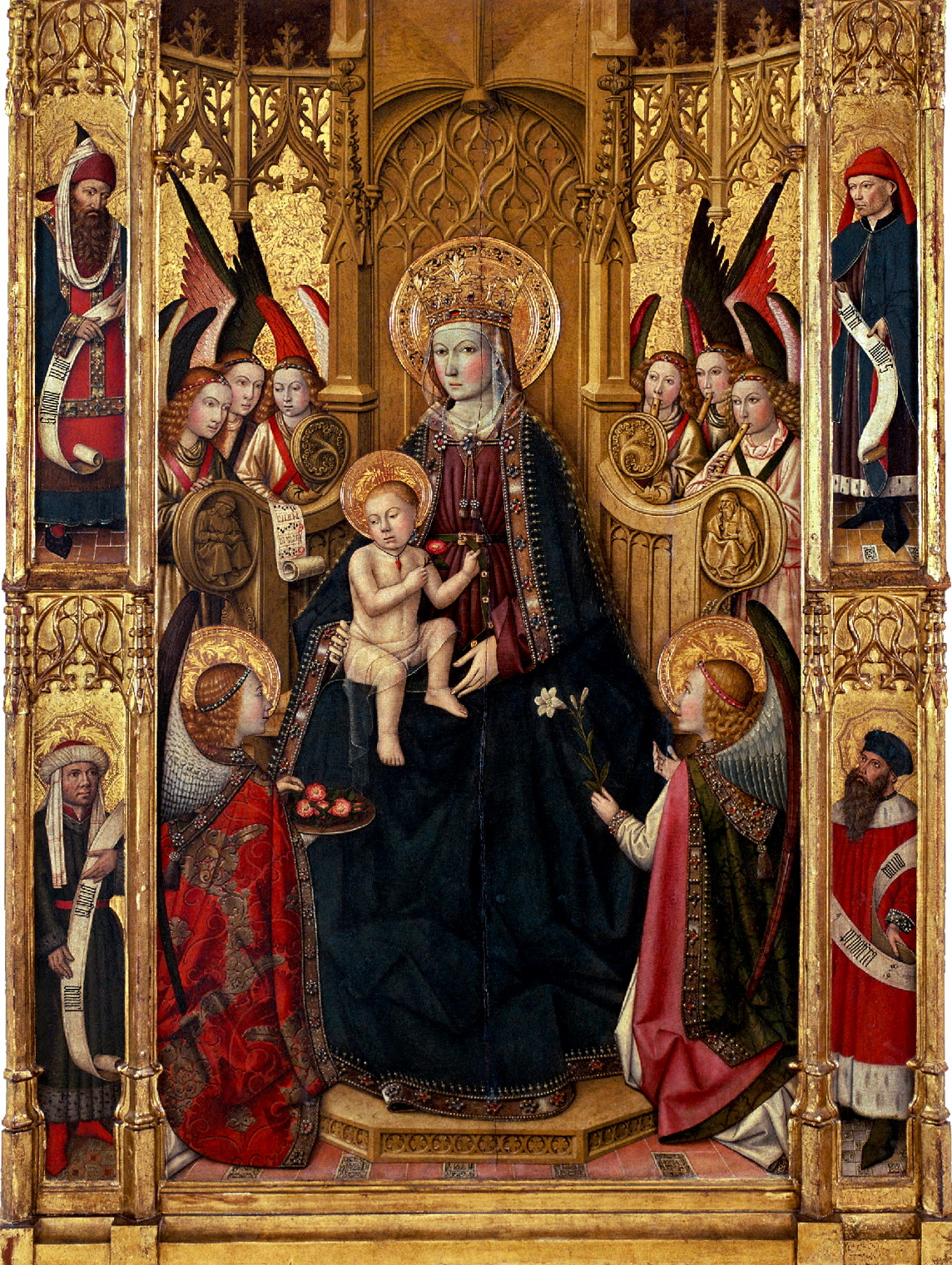
Madonnenbild ‚Mare de Déu de Vallmoll‘, um 1450
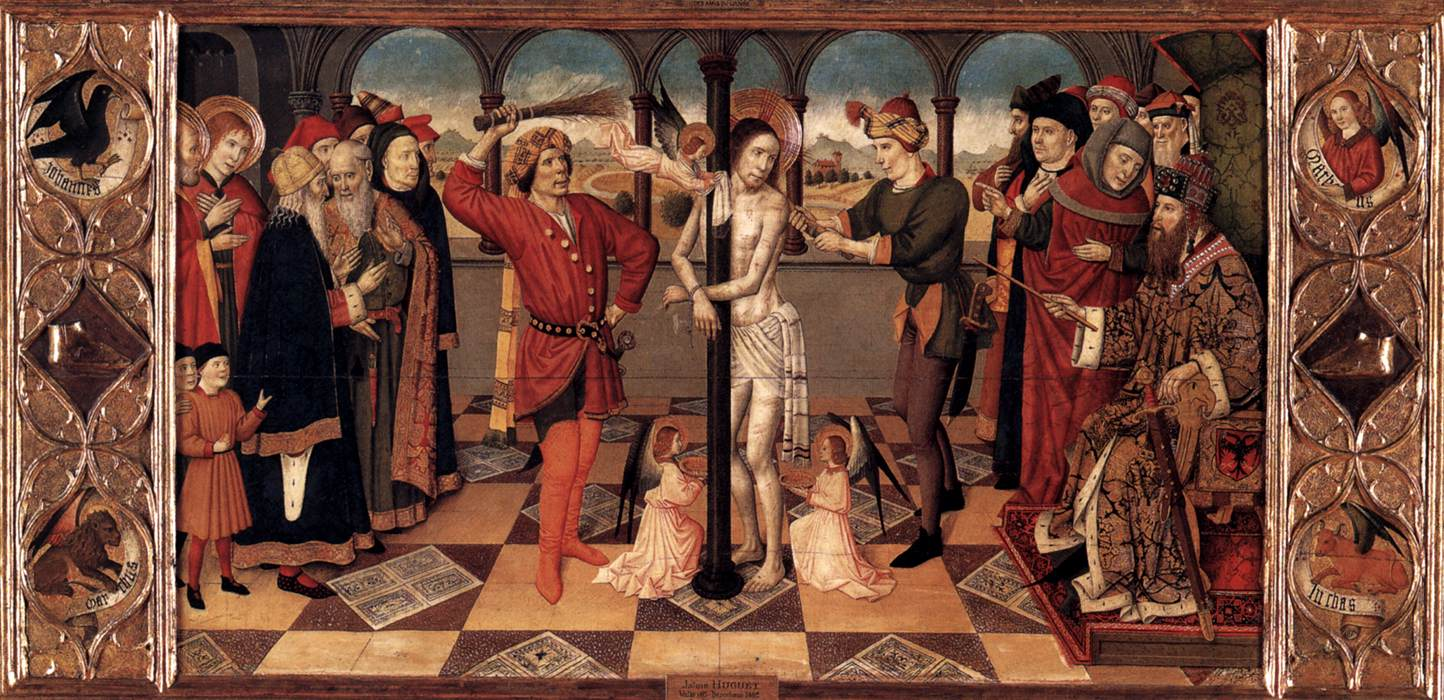
Geißelung, um 1455/60. Louvre in Paris
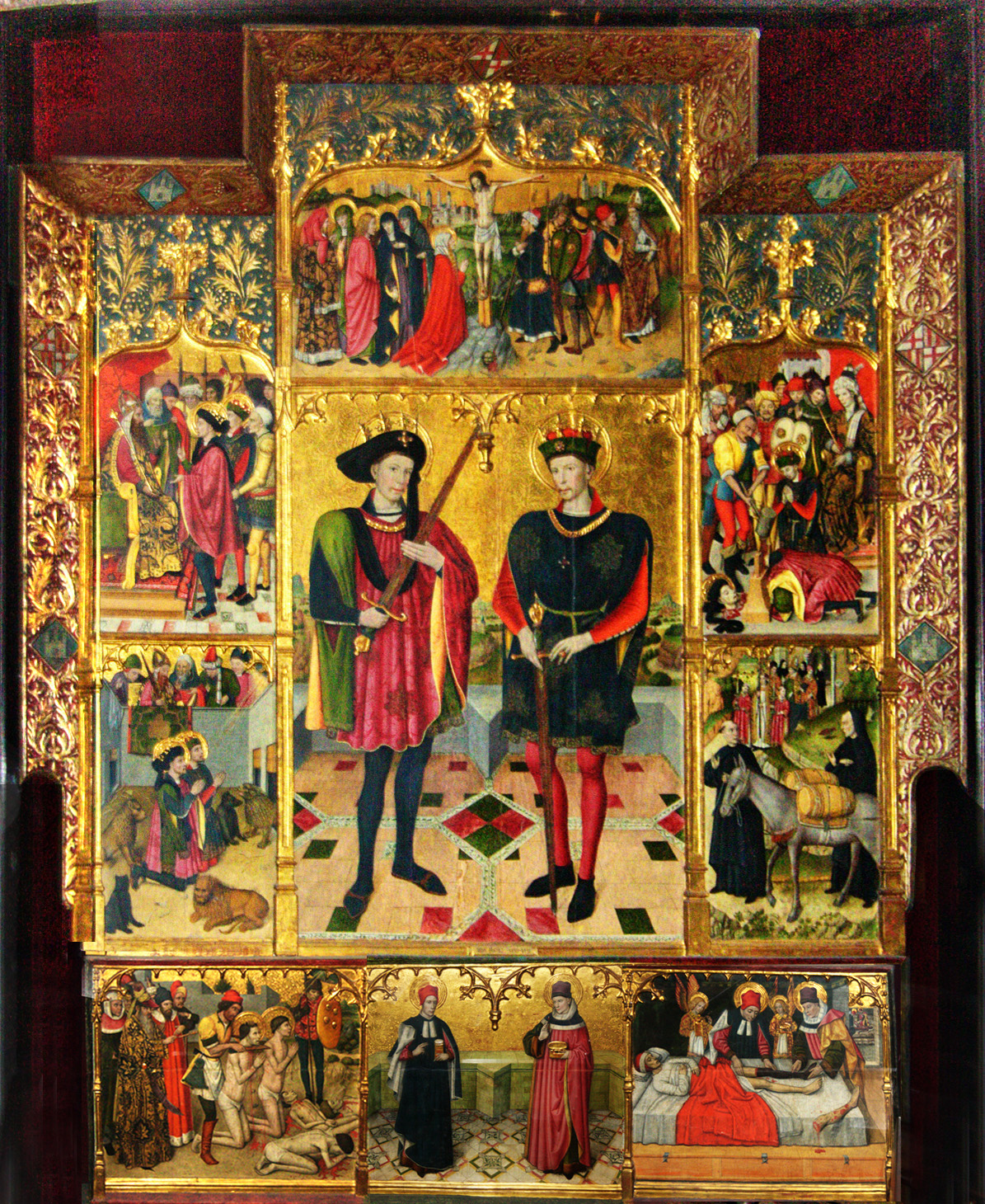
Retabel der Heiligen Abdon und Sennen, um 1458. Sant Pere de Terrasa
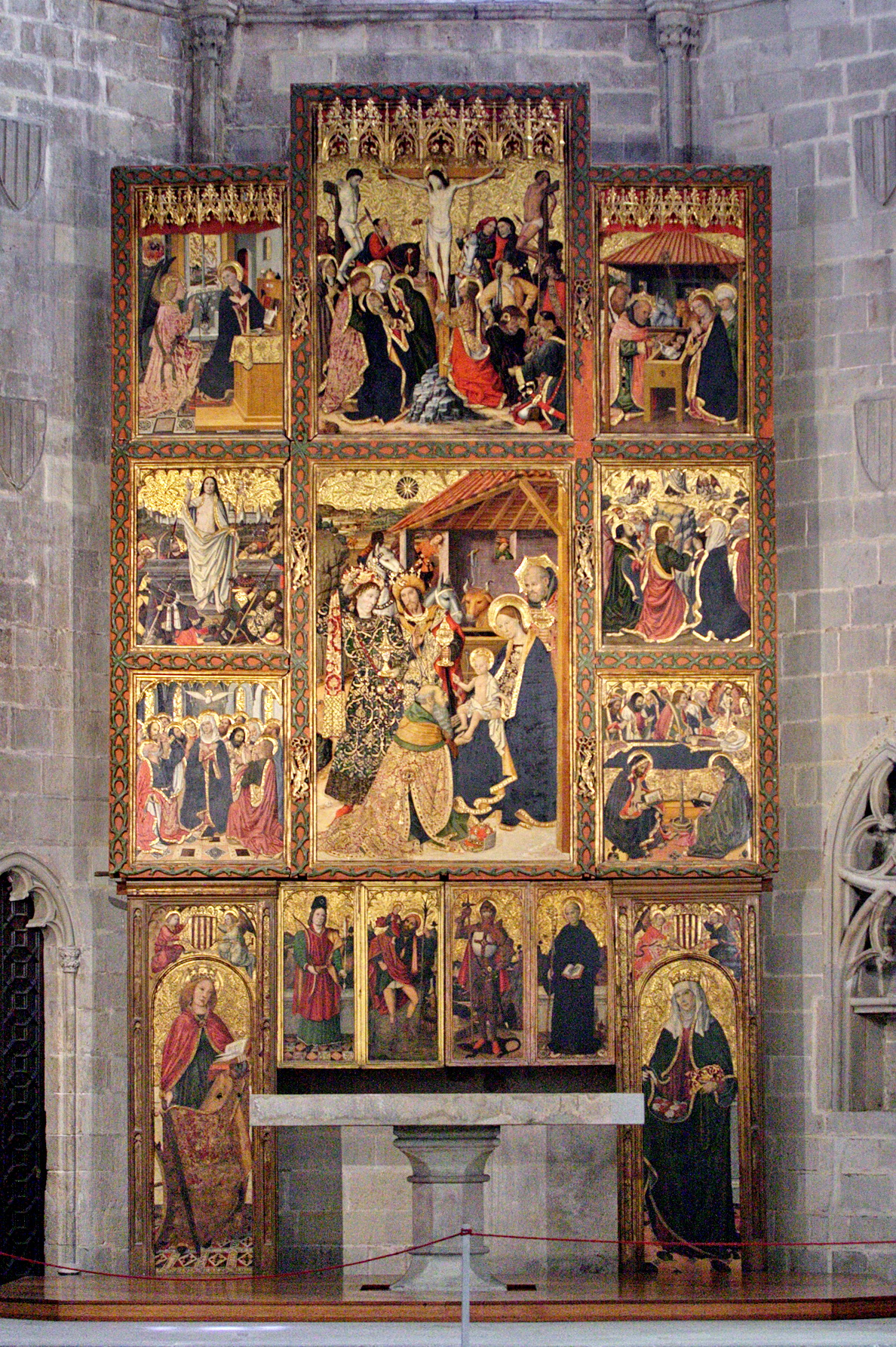
Condestable-Retabel, um 1464/65. Kapelle der hl. Agathe
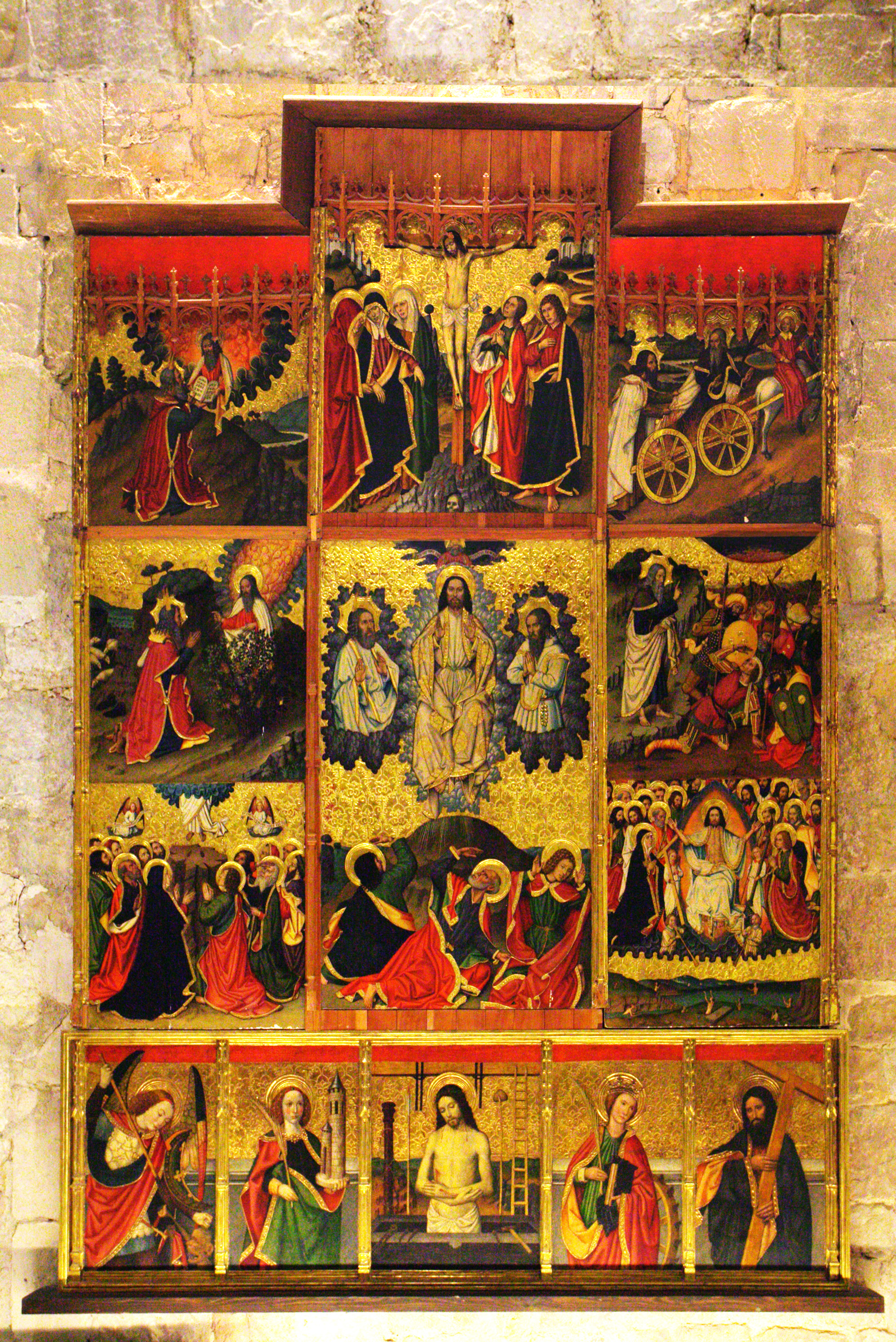
Himmelfahrtsretabel, zwischen 1466 und 1475. Kathedrale von Tortosa
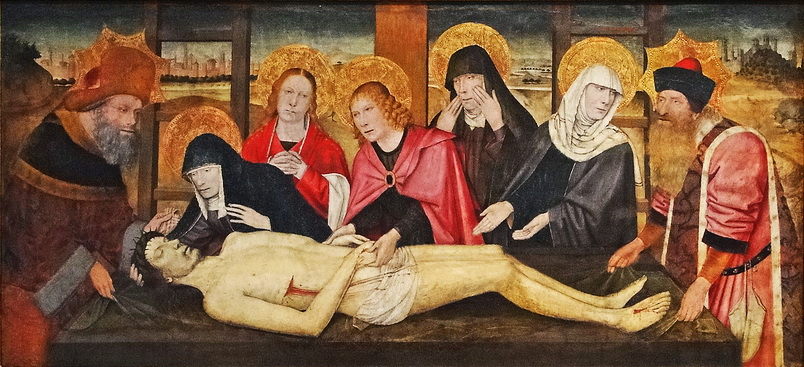
Beweinung, zwischen 1466 und 1475. Louvre in Paris